# Пригушивач
Пригушивач или разбијач пуцња је механички уређај монтиран на ватрено оружје који има за циљ елиминацију буке коју ствара експлозија барутних гасова, а у неким варијантама и балистичког пуцња који се чује када зрно пробије звучни зид при изласку из цеви, тако што смањује његову брзину на подзвучну.
Пригушивачи се деле на три начина:
- Према начину монтаже:

Интегрисани, грађени заједно са оружјем, без кога оружје није у стању да функционише како треба. Гасови се одводе у највећем броју случајева кроз бушену цев. Обично смањују почетну брзину зрна на подзвучну. Интегрисани пригушивачи су ефикаснији и механички боље усаглашени са оружјем.
Монтажно - демонтажни се монтирају на уста цеви оружја, углавном су намењени за употребу са муницијом подзвучне брзине и обично се називају разбијачима пуцња.
- Према начину пригушивања

Ова подела подразумева десетак различитих мање или више ефикасних принципа који се често међусобно комбинују и надопуњују. Најчешће се користе:
Пригушивање на принципу експанзионе коморе. Ово су по конструкцији најједноставнији пригушивачи, који се састоје од велике експанзионе коморе на крају цеви. Како овај принцип пригушивања није најуспешнији, комора се ради повећања ефикасности често преграђује гуменим дисковима са крстастим прорезима који пропуштају зрно и затварају се по његовом проласку. Дискови су подложни хабању и потребно их је често мењати.
Пригушивање на принципу вишеструких комора. Ово је најпопуларнији и веома ефикасан принцип, који се назива још и Максимовим. Пригушивач се састоји од низа комора које скрећу, успоравају и хладе барутне гасове. Коморе су тако конструисане да стварају додатно вртложење гасова које доприноси њиховом хлађењу. Ефикасност се често повећава пуњењем комора челичном вуном или неким сличним апсорпционим материјалом.
Пригушивање на принципу спирале. У телу пригушивача се налази спирала кроз чији центар пролази канал за пролазак зрна. Спирала изазива вртложење гасова, који тако губе брзину и температуру. У новијим конструкцијама се користи двострука спирала, која се до половине увија на једну, а од половине на другу страну.
Пригушивање на принципу апсорпције. Овај принцип се користи углавном код интегрисаних пригушивача. Око бушене цеви се налазе слојеви густо намотане месингане тканине, налик густој мрежи за комарце, која врши распршивање и успоравање гасова.
- Према деловању

У зависности од тога да ли успоравају зрно на подзвучну брзину или не, могу бити пригушивачи или разбијачи пуцња. Разбијачима пуцња се обично називају уређаји које елиминишу звук експлозије барутних гасова, док се пригушивачима називају они које елиминишу и балистички пуцањ који настаје кад зрно пробије звучни зид. Разбијачи пуцња се најчешће користе са подзвучном муницијом, чија је почетна брзина зрна мања од брзине звука.

## Историјат
Конструктор првог успешног серијски произвођеног пригушивача је Хајрам Перси Максим, син Хајрама Стивенса Максима, конструктора митраљеза „максим“. Он је око 1902. развио свој „Пригушивач Максим“, (енгл. Maxim Silencer), а патентни захтев му је усвојен 30. марта 1909. Максим је упоредо са пригушивачем за ватрено оружје развио и пригушивач за моторе са унутрашњим сагоревањем, назван енгл. muffler који се на српском говорном подручју назива издувним лонцем.
Максим је увидевши огроман потенцијал примене пригушеног оружја у војне сврхе 1912. конструисао посебни пригушивач за стандардну америчку војничку пушку „Спрингфилд М-1903“. Нови модел је био ексцентричне конструкције, а највећи део запремине је био смештен испод подужне осе цеви, тако да није ометао нишанску линију и лако се монтирао и демонтирао. Званичници Армије САД су сместа уочили тактичку предност коју даје дејство пригушеним оружјем и узели су известан број пригушивача ради испитивања. Тада је уочен занимљив проблем који ће бити решен тек двадесетак година касније: иако је елиминисао звук експлозије барутних гасова, Максимов пригушивач није био у стању да елиминише балистички пуцањ који настаје када метак бржи од 315 м / с пробије звучни зид. Забележено је запажање једног од највећих америчких стручњака за ватрено оружје прве половине XX века, генерала Џулијана Сомервила Хечера, који је феномен описао на следећи начин:
| „ | Зрна испаљена из те пушке су стварала прасак сваки пут кад би прошла поред чврстог предмета као што је дрво. Пуцао сам низ напуштени пут на стрелишту и зрно је праскало сваки пут кад би пролетело поред бандере. Звучало је као брз рафал из митраљеза. | ” |

У случајевима кад зрно пролази поред чврстих предмета, праскање онемогућава посматрача који се налази на само стотинак метара од стрелца да одреди одакле долази звук, а у случају пуцања преко брисаног простора, звук би се чуо тек приликом поготка зрна у мету.
Американци и Британци су у Првом светском рату у ограниченој мери, али веома успешно примењивали Максимове пригушиваче. Немачки војници су дејство снајпера са пригушивачем називали „шапатом смрти“ и многи фронтовски официри су се залагали за развој и примену пригушивача, али је царски генералштаб сматрао читав концепт „невитешким“ и недостојним немачке војске.
Након Првог светског рата војске су запоставиле пригушиваче, али су их током прохибиције разне криминалне организације широко користиле за обрачуне у урбаним окружењима. Ово је неизбежно довело до забране коришћења и поседовање пригушивача у САД, а временом и у већини држава света.
Током Другог светског рата амерички агенти ОСС (енгл. Office of Strategic Services), су редовно користили пригушиваче. Омиљено оружје им је био интегрално пригушени пиштољ „Хај Стандард ХДМ“ (енгл. High Standard HDM) у калибру .22 ЛР.
Директор ОСС Вилијам Џозеф „Дивљи Бил“ Донован (енгл. William Joseph "Wild Bill" Donovan) је демонстрирао дејство овог оружја председнику Рузвелту у Белој кући. Донован, Рузвелтов стари пријатељ и човек од поверења је ушао у Овални кабинет где је Рузвелт диктирао писмо. Чекајући да председник заврши диктирање, испалио је десет хитаца у врећу песка који је донео са собом, и када је Рузвелт завршио са писмом, уручио му је пиштољ који се још пушио и објаснио му шта је управо урадио. Оружје је било толико тихо да се у просторији није чуло ништа и Рузвелт је био потпуно одушевљен и запањен. Према каснијој изјави шефа одељења за истраживање ОСС-а Стенлија Ловела (енгл. Stanley Lovell) „Тако тихо оружје би било ефикасније чак и од зрака смрти“.
Британски оперативци СОЕ (енгл. Special Operations Executive) су били опремљени интегрално пригушеним пиштољима „Велрод“ (енгл. Welrod) и аутоматима „Стен“ (енгл. STEN) Mk IIS и Mk VI у калибру 9 mm, које су масовно користили у тајним операцијама. Британски командоси су, поред пиштоља „Велрод“ носили такође интегрално пригушени „ДеЛајл“ карабин, заснован на дизајну провереног Ли-Енфилд карабина у калибру .45 АЦП.
После Другог светског рата, пригушивач је нашао примену у специјалним јединицама широм света и коришћен је у практично свим оружаним сукобима.